# Henri Amédée Fouques
Henri Amédée Fouques, dit Fouques de Saint-Leu, né à Grenelle (Seine) le 21 avril 1857 et mort à Paris 15e le 6 avril 1903, est un sculpteur français.

## Biographie
Henri Amédée Fouques est l'élève de Jules Cavelier et de François Truphème à l'École des beaux-arts de Paris. Il se spécialise dans la sculpture animalière. Il débute au Salon de Paris en 1881 puis obtient diverses médailles aux salons suivants. En  et 1900, Il reçoit une médaille de bronze à l'Exposition universelle de 1889 et à celle de 1900 à Paris.

## Œuvres dans les collections publiques
- Dijon, musée des beaux-arts : Trop tard. Chien et chat, 1885, bronze, 30 × 33 × 22 cm[3].
- Gray (Haute-Saône), musée Baron-Martin : La sieste : femme nue couchée sur un divan, plâtre patine façon terre cuite, 45 x 74 x 44 cm.
- Orléans, musée des beaux-arts : La Fidélité, bronze.
- Paris :
  - musée d'Orsay : 
    - Lion, ou Drame dans le désert, vers 1887, esquisse en cire pour le groupe en plâtre exposé au Salon de 1887 ;
    - Lionne dévorant une gazelle, vers 1890, esquisse en cire.

  - Petit Palais : Chien de chasse, marbre.
  - square Cambronne : Drame au désert ou Arabe au désert, 1892, groupe en fonte, modèle en plâtre exposé au Salon de 1887, fondu en fonte de fer par la fonderie Durenne[4],[5].

Œuvres d'Henri Amédée Fouques
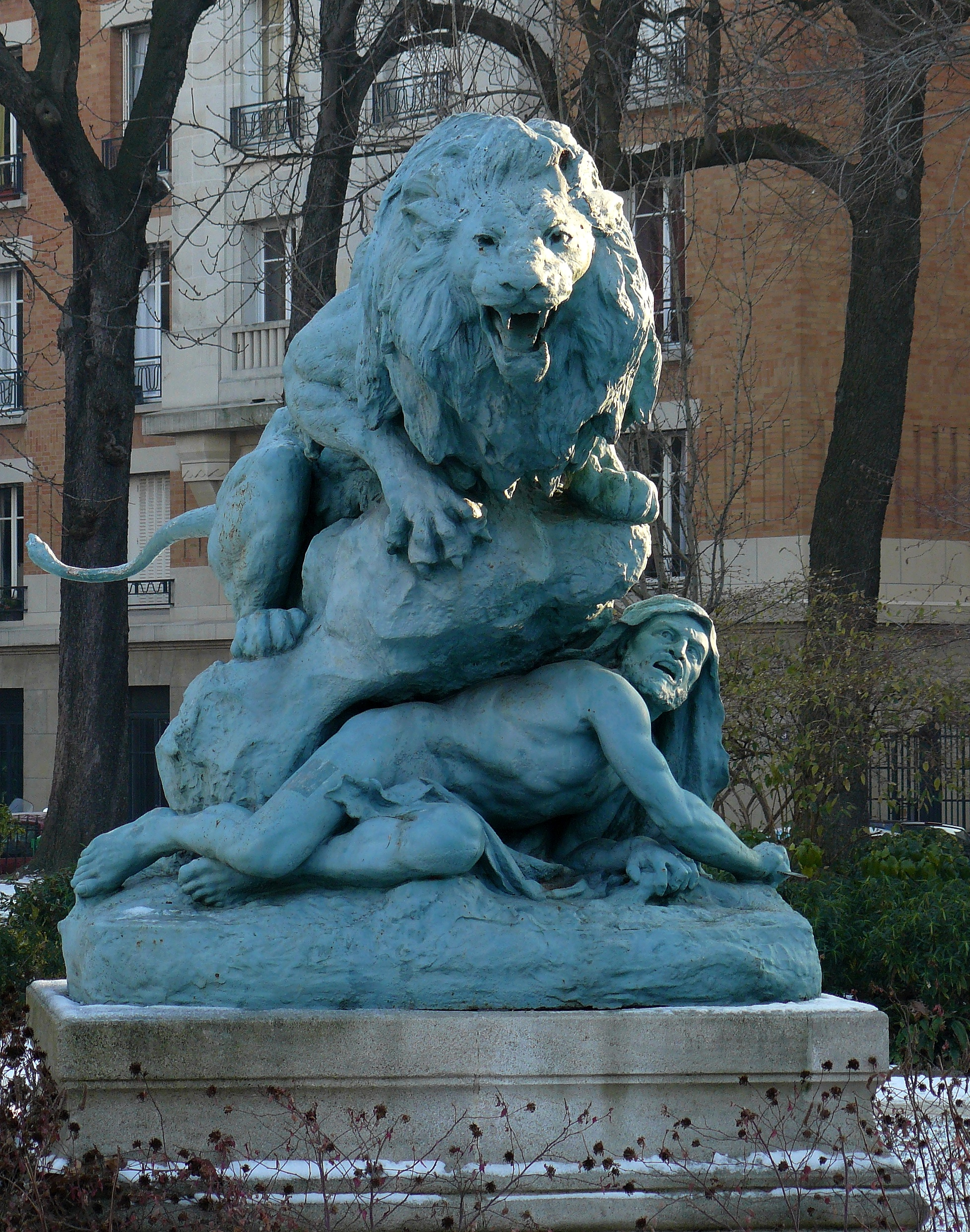
Drame au désert (1887), Paris, square Cambronne.
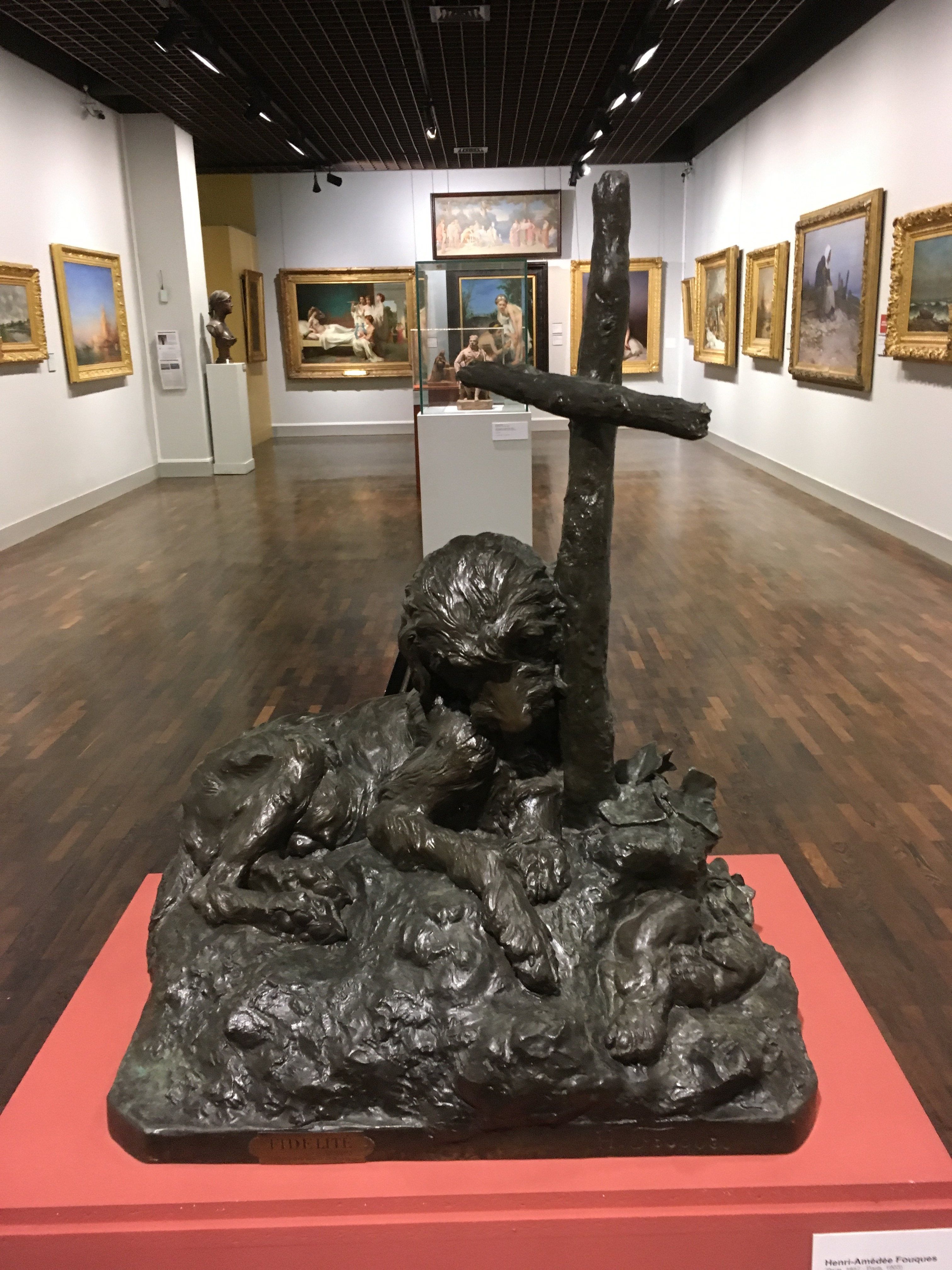
La Fidélité, musée des beaux-arts d'Orléans.